# ناتالي هارت
برنسيس تينكربيل كريستينا مارجوري بيديري سنيل (من مواليد 14 أبريل 1992) ، والمعروفة فنياً باسم ناتالي هارت ، ممثلة وعارضة أزياء فلبينية كانت واحدة من المتسابقات النهائية في الموسم الخامس من ستار ستراك.

## روابط خارجية
- ناتالي هارت على موقع IMDb (الإنجليزية)
- ناتالي هارت على موقع قاعدة بيانات الفيلم (الإنجليزية)

- Nathalie Hart at GMANetwork.com
- ناتالي هارت في قاعدة بيانات الأفلام على الإنترنت